# Gaston z Foix
Gaston de Foix, książę de Nemours (ur. 10 grudnia 1489 w Mazères, zm. 11 kwietnia 1512 pod Rawenną) – francuski dowódca wojskowy z okresu wojen włoskich, nazywany „Błyskawicą Italii”. Zginął dowodząc w bitwie pod Rawenną.

## Życiorys

### Rodzina i młodość
Urodził się 10 grudnia 1489 roku w miejscowości Mazères, w hrabstwie Foix jako przedstawiciel młodszej gałęzi rodu de Foix-Grailly rządzącego tam od 1412 roku. Był synem Jana de Foix, wicehrabiego Narbonne oraz Marii Orleańskiej. Jego dziadkami ze strony ojca byli Gaston IV de Foix-Grailly oraz Eleonora I z Nawarry. Miał tylko jedną, starszą siostrę - Germainę de Foix, która w 1505 została drugą żoną Ferdynanda II Katolickiego i zarazem królową Aragonii. Był jedynym siostrzeńcem króla Francji Ludwika XII. To pozwoliło mu na szybki awans społeczny – z syna wicehrabiego stał się 14 stycznia 1508 r. księciem Nemours oraz parem Francji. Wkrótce do puli swych tytułów mógł dodać jeszcze gubernatorstwo w Delfinacie.

### Udział w wojnach włoskich
W roku 1511 przybył do Italii jako nowy dowódca armii francuskiej oraz świeżo mianowany przez Ludwika XII gubernator Mediolanu. Jego nowatorskie podejście do kampanii oraz młodzieńcza energia sprawiły, że Francuzi zaczęli odnosić spektakularne sukcesy. Już latem zdołał rozproszyć połączone armie papieską i hiszpańską. W lutym 1512 roku obronił swych sojuszników, Wenecjan, pod Brescią, którą zresztą po niedługim czasie zdobył.
W marcu, gdy kontrola Francuzów nad północną częścią Italii była całkowita, ruszył ze swymi oddziałami na południe. Jego celem było oblężenie Rawenny. Ten odważny krok miał zmusić papieża Juliusza II oraz jego sojuszników do wydania Francuzom otwartej bitwy. Do bitwy doszło 11 kwietnia. Armia Gastona de Foix zaatakowała niedawno przybyłe siły papieskie pod wodzą Ramóna de Cardony.
Gaston de Foix zginął podczas zwycięskiej bitwy w trakcie pogoni za uciekającą piechotą hiszpańską. Jego śmierć zakończyła serię wielkich zwycięstw Francji w wojnach włoskich. De Foix został pochowany w katedrze w Mediolanie.